# Manuel José Gómez Rufino
Manuel José Gómez Rufino (San Juan, Argentina, ca. 1820-1882), político argentino, gobernador de la provincia de San Juan entre 1857 y 1858, y entre 1873 y 1874.

## La provincia de San Juan
En su juventud fue comerciante y no tuvo participación en política, salvo una cierta simpatía por el farmacéutico Amán Rawson y sus amigos del partido unitario.
Después de la batalla de Caseros se convirtió en un destacado miembro del partido unitario y participó en la revolución contra el caudillo Nazario Benavídez en mayo de 1852, que llevó al poder al coronel Zacarías Yanzi. Tres meses después, Benavídez regresaba al gobierno con apoyo del presidente Justo José de Urquiza.
El sucesor de Benavídez fue Francisco Díaz; si bien este no era unitario, fue inclinándose progresivamente a favor de ese partido. En marzo de 1857, una revolución dirigida por Benavídez derrocó a Díaz.
El presidente Urquiza envió como interventor federal a Nicanor Molinas, un viejo colaborador del presidente. Este entró en conflictos con Benavídez, por su inclinación a gobernar sin tener en cuenta otras opiniones. De modo que Molinas favoreció a sus contrarios[cita requerida]. Los unitarios, sostenidos económicamente por sus amigos en Buenos Aires, ganaron las elecciones, sancionaron una constitución provincial, y el 8 de septiembre de 1857 llevaron a la gobernación a Gómez Rufino.

## Primer gobierno
Gómez nombró ministro a Saturnino Laspiur dirigente conservador. Se dedicó a organizar las instituciones públicas – muchas de las cuales no pasaron del papel en que fueron diseñadas – y modificó y modernizó el sistema impositivo y contable de la provincia. Apoyó al periodismo liberal [cita requerida]y dirigió, junto con Antonino Aberastain y Laspiur, la formación de un partido liberal organizado. Para defenderlo de las tropas leales a Benavídez, creó una Guardia Nacional, es decir, milicias urbanas, dirigida por oficiales liberales.
Benavídez se negó a entregar las armas provinciales en su poder, escudándose en que era el comandante del Ejército del Oeste de la Confederación Argentina. Algunos de sus amigos quisieron organizar una revolución, pero el general no participaba en esos planes. De todos modos, Gómez ordenó su arresto. Enseguida comenzó a circular la versión de que lo iban a matar. Desde Buenos Aires, la prensa azuzaba la venganza liberal; el más enconado de sus enemigos era Domingo Faustino Sarmiento, que escribía en la prensa porteña aconsejando abiertamente la muerte de Benavídez.
Urquiza decidió rescatar a Benavídez y mandó una intervención federal que, por el momento, debía limitarse a lograr la libertad del general de la Confederación. Pero, antes de que la comisión llegara, un grupo de sus partidarios intentó liberar a Benavídez; sus carceleros lo asesinaron.
La muerte de Benavídez fue festejada en Buenos Aires[cita requerida], y el gobierno de Gómez se negó a entregar a sus asesinos a la justicia. En respuesta, los comisionados – Santiago Derqui, José Miguel Galán y Baldomero García – depusieron a Gómez e intervinieron el gobierno de la provincia.

## Sangre en San Juan
Gómez fue arrestado, y terminó preso en la misma celda y en las mismas condiciones en que había sido muerto Benavídez. Tras una prolija investigación, fue llevado preso a Paraná, donde fue puesto en libertad en mayo, sin que se lo acusara formalmente por el crimen. Pero este tuvo una consecuencia de más peso, ya que llevó a la guerra entre la Confederación y el Estado de Buenos Aires; guerra que culminó en la batalla de Cepeda, y se dio por terminada con el Pacto de San José de Flores y la reforma de la Constitución.
Gómez regresó a San Juan a fines de 1860 y participó en la revolución que terminó con el gobierno y la vida del gobernador José Antonio Virasoro. Apoyó el gobierno unitario de Aberastain, pero no fue perseguido durante la subsiguiente intervención federal. Al parecer, se trasladó a Buenos Aires.
En 1862 fue elegido senador nacional por su provincia; desde ese puesto apoyó la política del presidente Bartolomé Mitre, sin ninguna figuración especial. Por corto tiempo fue vicepresidente del Crédito Público Nacional – que se encargaba, sobre todo, de financiar la Guerra del Paraguay. Permaneció los años siguientes en Buenos Aires.
En diciembre de 1872, un pariente suyo, el teniente coronel Agustín Gómez, derrotado en las elecciones para gobernador, se lanzó a la revolución. Fue vencido, pero la provincia quedó sumida en el desorden. El gobierno envió una intervención federal, dirigida por el ministro Uladislao Frías, que abiertamente lanzó una nueva candidatura: la de Manuel José Gómez Rufino. A favor del apoyo presidencial, fue elegido gobernador por el Partido Autonomista y asumió el gobierno el 18 de mayo de 1873.

## Segundo gobierno y revolución de 1874
Su segundo gobierno fue ordenado y logró algunos progresos institucionales. Pero una latente rivalidad con el presidente Sarmiento, que pretendía controlar el Partido Autonomista desde la capital, le quitó apoyo nacional y financiamiento a sus iniciativas. Tibiamente, y por poco tiempo, apoyó la candidatura de Mitre en las elecciones de 1874; pero terminó apoyando públicamente a Nicolás Avellaneda, el candidato oficialista, que terminó por ser el vencedor.
Poco después de las elecciones, Mitre y Arredondo se lanzaban a la revolución. Arredondo controló las ciudades de Córdoba y San Luis. Desde allí se lanzó contra Mendoza, y exigió a Gómez que se le uniera. Como este se negó, después de su victoria en la primera batalla de Santa Rosa, el mismo Arredondo invadió San Juan y depuso al gobernador, que huyó a Chile. En su lugar, ocupó el gobierno Sandalio Echevarría.
Pero algunas semanas más tarde, Arredondo fue derrotado en la segunda batalla de Santa Rosa, y Echevarría también se vio obligado a huir a Chile. Pero Gómez decidió no regresar; se estableció en Chile, mientras los autonomistas sanjuaninos organizaban su partido sin más intervenciones desde Buenos Aires.
Su pariente Agustín Gómez logró finalmente el gobierno provincial por medios especialmente violentos en 1878. Sólo entonces, Gómez Rufino regresó a San Juan; pero nunca volvió a actuar en política. Falleció en San Juan en julio de 1882.